# أغسطس القوي (فلم)
أغسطس القوي (بالألمانية: August der Starke) فيلم سيرة ذاتية أبيض وأسود ألماني بولندي من إنتاج عام 1936 أخرجه بول فيغنر وبطولة مايكل بونين، ليل داجوفر، مارييلوز كلوديوس يصور حياة أغسطس الثاني، حاكم مقاطعة ساكسونيا الذي يستعيد عرش بولندا من ملك السويدي كارل الثاني عشر عام 1709 بمساعدة روسية، تم تصويره جزئيًا في استوديوهات غرونوالد في برلين. تم تصميم مجموعات الفيلم من قبل المخرجين الفنيين كارل ماكوس ولودفيغ ريبر.
تم عمل نسخة متعددة اللغات باللغة البولندية من إخراج ستانيسلاف واسيلوسكي وتضم ممثلين بولنديين. تم إنتاج مغامرة بولندية ألمانية أخرى مشتركة في وارسو في العام التالي.

## ملخص الفيلم
كل ما كان يشغل تفكير أغسطس القوي أثناء إقامة في درسدن عاصمة ولاية ساكسونيا في أواخر القرن السابع عشر، في أجواء احتفالية، هو التنافس المستمر مع الملك السويدي تشارلز الثاني عشر الذي يسعى جاهداً للهيمنة في بولندا المجاورة. عندما أُعلن أن الملك كارل كان على أبواب وارسو، انطلق أغسطس على الفور إلى العاصمة البولندية. في الطريق يلتقي بالأميرة البولندية جابلونسكا، التي عانت من كسر عجلة في عربتها. يصطحبها أغسطس القوي معه على أمل مغامرة مثيرة، بعد فترة وجيزة قرر الناخب الساكسوني العودة إلى منزله في قلعته. هنا يبدأ علاقة غرامية مع زوجة وزير ماليته التي لا تزال شابة التي ستصبح عشيقته وسيكون له تأثير قوي في أغسطس في المستقبل. بصفتها كونتيسة كوسل، تكتب تاريخ سكسونية.
يتشتت انتباهه عن مغامراته العاطفية، يكاد ينسى أغسطس القوي أن يحكم. استغل الملك السويدي ذلك وحرك قواته بشكل خطير بالقرب من الحدود السكسونية. يرسل أغسطس عشيقته السابقة، الكونتيسة أورورا كونيغسمارك، لتهدئة الخصم الملكي. ولكن على عكس خصمه أغسطس، فإن الملك كارل ليس من السهل أن يقع في الشرك. حتى أنه نجح في اختراق المحكمة الانتخابية سرا. يتعرف عليه أغسطس القوي، ومع ذلك ، وبما أن كلاهما من السادة النبلاء العاليين، فلا توجد مبارزة، ولكن أغسطس يرافق خصمه بأدب إلى البوابة لطرده بأسلوب أنيق. ثم قرر تشارلز السويدي أخذ قواته ضد روسيا وقيصرها بيتر. في معركة بولتافا (1709)، عانى العاهل السويدي من هزيمة مؤلمة ضد الروس. أغسطس القوي، الذي كان أيضًا ملكًا لبولندا لفترة (1697 إلى 1704) قبل أن يحرمه تشارلز من كرامته، يعتقد الآن أن لديه فرصة جديدة في التاج الملكي البولندي.
ومع ذلك، احتاج أغسطس القوي إلى كمية كبيرة من النقود، والتي كان يأمل في الحصول عليها من بروسيا المجاورة. لهذا السبب، أرسل صديقه المقرب الكونتيسة كوسيل، الذي مع ذلك يلعب لعبة مزدوجة. عندما علم أغسطس بهذا الأمر، أوقفها. في كراكوف، توج أغسطس ملكًا على بولندا للمرة الثانية، لكن الفرح لا يدوم طويلاً. لقد كبر في السن ومرض، وقوى "الأقوياء" تتضاءل. لا يستطيع ثني حدوة حصان بيده العارية، كما فعل منذ وقت طويل عندما أُعطي لقبه، كما أن قوته الأسطورية ليست جيدة. مع اقتراب نهايته، يلعب شخص ما في كنيسة القصر قداس يوهان سيباستيان باخ . ثم مات الصياد العجوز في وارسو. يجلب الفرسان السكسونيون قلب أغسطس القوي ، الذي تم أخذه سابقًا ، لإعادته إلى الوطن من بولندا إلى دريسدن.

## طاقم التمثيل
- مايكل بونين في دور أغسطس الثاني
- ليل داغوفر في دور الكونتيسة أورور كونيغسمارك
- ماري لويس كلاوديوس في دور الكونتيسة آنا كونستانز كوسيل
- غونتر هادانك في دور كارل الثاني عشر
- فرانز شافيتلين في دور جاكوب هاينريش فون فليمنغ
- إرنست ليغال في دور جوزيف فروليش / كونت ساوماجين
- فالتر سويسنغوث في دور أنطون إيغون أمير فورستنبرغ هيليغنبرغ
- ماريا كران في دور كريستين ايبرهاردين من براندنبورغ-بايرويت
- كارل هانيمان في دور جوهان باتكول
- بول ميدرو في دور ماتيوس دانيال بوبيلمان
- هانز كيتلر في دور يوهان ماتياس فون دير شولنبرغ
- كورت لوكاس في دور الكونت هويم
- إيفا فيغنر في دور راقصة باليه الأولى
- روز بورغ في دور راقصة باليه الثانية
- إرنست رتموند في دور ويرت في وارسو
- هانز رودولف والدبرج في دور أسقف جينيسين
- إيوالد شندلر في دور طبيب شخصي
- فرانز ويلهامر في دور  بيرموسر
- كارل هاينز شاريل في دور يوهان ملكيور دينغليغر
- بول هيلدبراندت في دور لايبورش وكارل الثاني عشر
- فرديناند أسبر في دور أستاذ باليه
- وولفغانغ فون شويند في دور مضيف
- ديتر هورن في دور برول
- فرانز شتاين في دور مشرف
- أرمين شفايتزر في دور هوفريسور
- كاي مولر في دور الجنرال بايبر
- ماريا لوجا في دور أستاذة باليه
- هيملا في دور راقصة

## روابط خارجية
- أغسطس القوي  في قاعدة بيانات الأفلام على الإنترنت (بالإنجليزية)